# Канатиха
Канатиха (біл. вёска Канациха) — село в складі Вілейського району Мінської області, Білорусь. Село підпорядковане Іжовській сільській раді, розташоване в північній частині області.

## Історія
У 1921–1945 роках застінок знаходилось у Польщі, у Вільнюськім воєводстві, Вілейського повіту, у гміні Ілля, з 1932 у гміні Вішнева.

## Населення
- 1921 рік — 25 людини, 2 будинків[1].
- 1931 рік — 26 людини, 3 будинків[2].